# John West Wilson
John West Wilson, född 8 oktober 1816 i Hull i England, död 24 maj 1889 i Göteborg, var en svensk skeppsredare, affärsman och mecenat.

## Biografi
Wilson var son till grundaren av det stora engelska Wilsonrederiet i Hull, Thos. Wilsons Sons & Ltd, Thomas Wilson. Hans far införde 1825 regelbunden trafik mellan Hull och Göteborg och öppnade ångbåtsförbindelse 1840, som dock bara varade i två år. I sin ungdom blev han och brodern David skickade till Gävle för att lära sig svenska och sätta sig in i svenska affärsförhållanden. Han återkom till Sverige 1844, då fyllda 28 år, och grundade  firman J. W. Wilson i Göteborg. I samarbete med familjeföretaget i Hull drev han affärer med havre, trä, papper, trämassa och stenkol. Särskilt livlig var exporten av havre till den engelska marknaden. Under Krimkriget sysslade företaget med kreaturexport till England. 

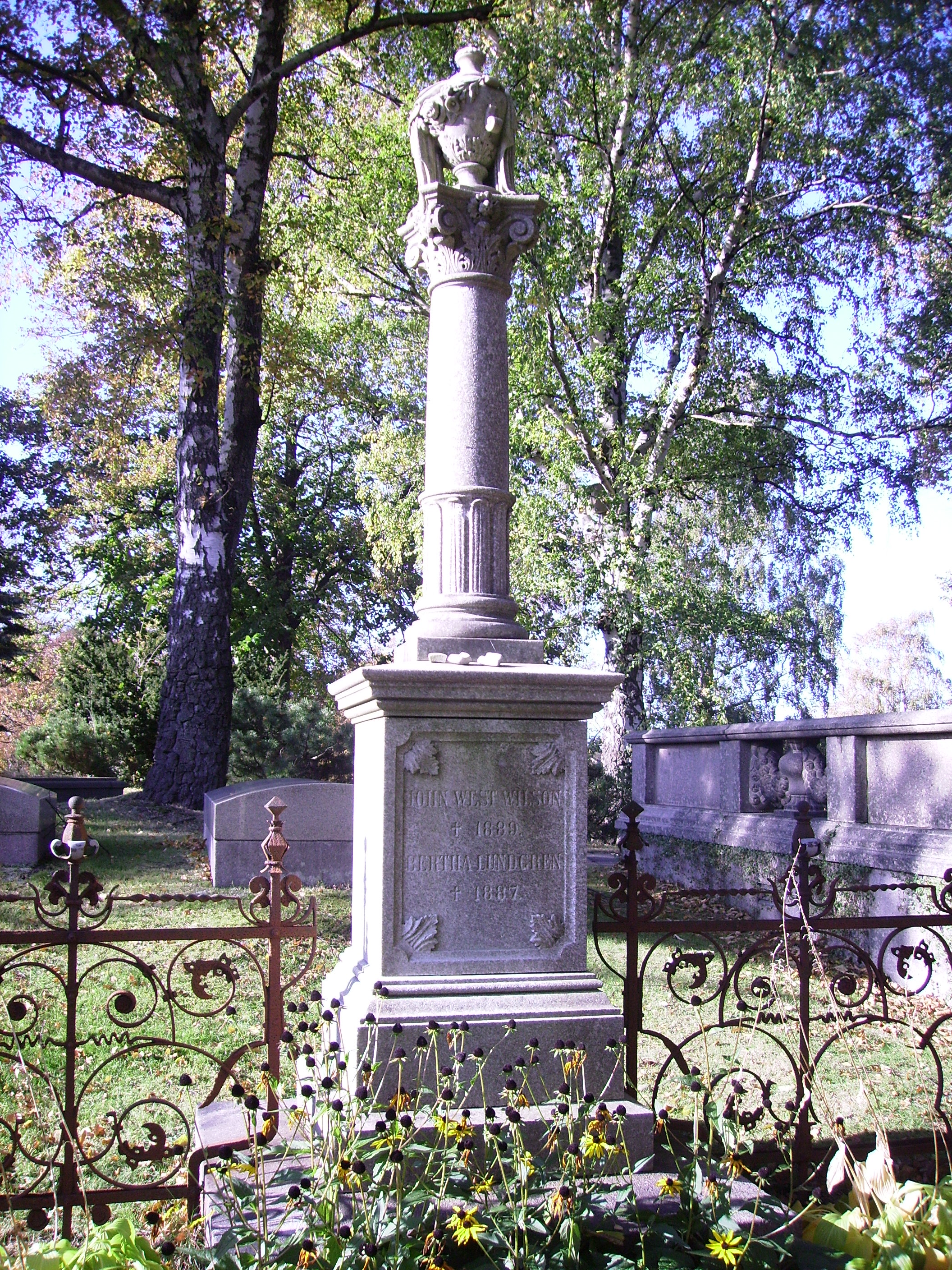
J. W. Wilsons gravvård på Östra kyrkogården, Göteborg.

År 1848 öppnades en regelbunden fartygslinje mellan Göteborg och Hull. Från början med mindre fartyg, var fjortonde dag men följande åren med allt större fartyg och regelbundenhet. Rederiets båtar var särskilt viktiga för emigrationen från norra Europa till Amerika. År 1865 bildades Ångbåts AB Göteborg-London, som 1882 inlemmades i Thulebolaget efter att Wilson blivit delägare där. 
Wilson satt i Göteborgs stadsfullmäktige 1867–86, var styrelseledamot i Skandinaviska kredit AB och vice ordförande i handelsföreningens fullmäktige. Han var även kassaförvaltare i styrelsen för Göteborgs museum. Han gjorde många donationer och testamenterade sin konstsamling till Göteborgs museum tillsammans med 100 000 kronor till museets ombyggnad, samt en lika stor summa till välgörenhet. 

## Wilson & Co

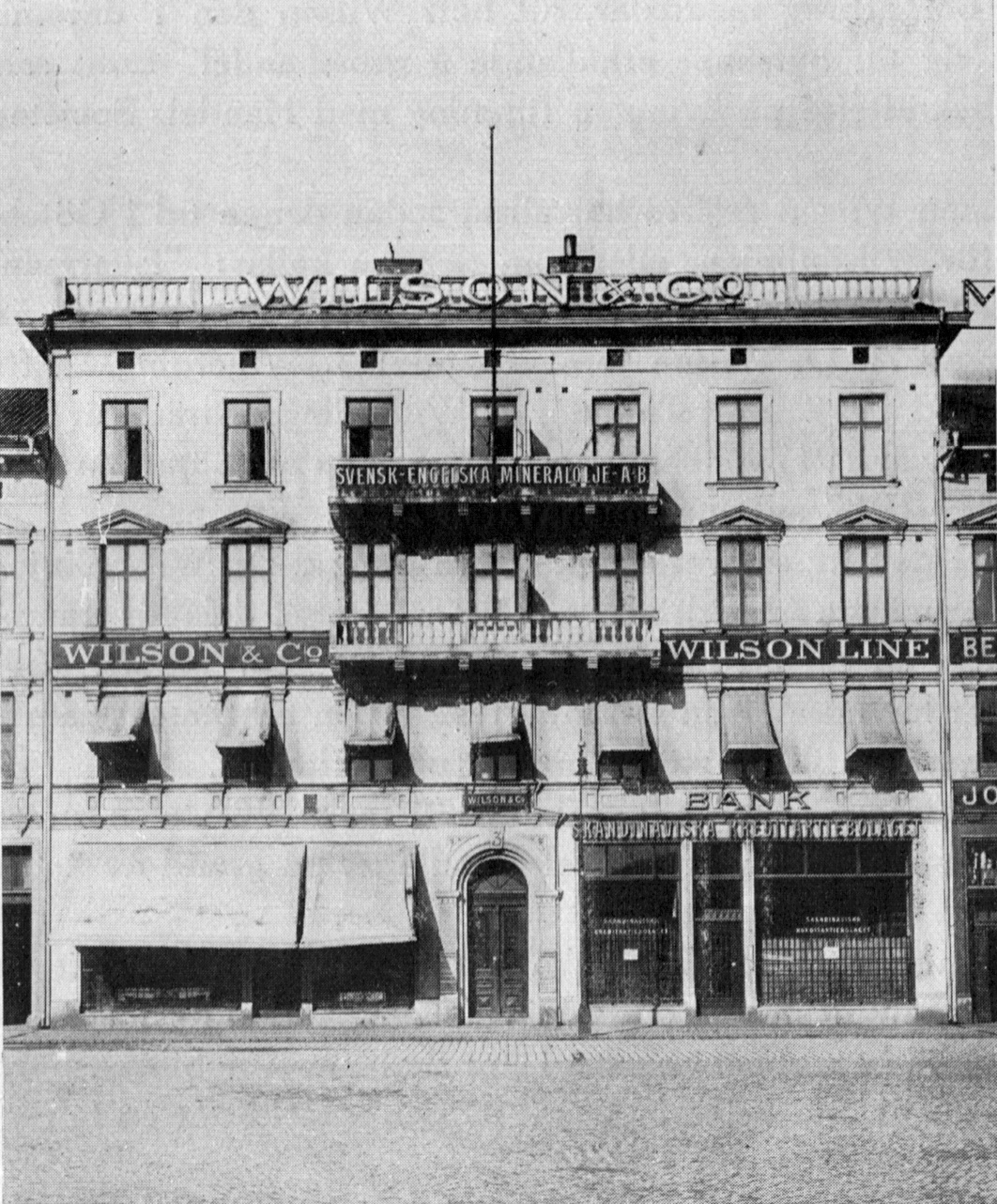
Wilson & Co. Kontoret vid Järntorget 3 på 1920-talet.

Firman Wilson & Co startade som kommissionär för det engelska rederiet Thomas Wilson Sons & Co — "Wilsonlinjen". Efter J.W. Wilsons död drevs firman av sterbhuset fram till den 1 januari 1890, då A. O. Andersson och Theodor Willerding tog över firman. Andersson antog släktnamnet Wilson eftersom sterbhusägarna ville att namnet skulle vara knutet till ledningen av firman. A. O. Wilson var son till tändsticksfabrikören A. O. Andersson i Vänersborg. Han ägde en fastighet på Kungsportsavenyn i Göteborg och var, som sin företrädare, ledamot av Göteborgs stadsfullmäktige. När A. O. Wilson avled i juni 1912 efterträddes han av sonen Arnold Wilson. Willerding däremot trädde ut ur firman 1917. År 1923 blev generalkonsul William Gibson Kjellberg, Wilsons kompanjon. Efter Wilsons död 1930 övertog Kjellberg dennes post och blev ägare av hela företaget. William Kjellberg avled 1950 och efterträddes som VD och ägare, av sonen Carl Wilhelm Kjellberg. 
Under 1955 ombildades företaget, då samtliga speditionsföretag sammanfördes till ett bolag under firma Wilson & Co AB. Carl Wilhelm Kjellberg fortsatte som VD och huvudägare fram till 1980-talet då Wilsonfirman såldes till det börsnoterade AB Bilspedition.